# انفجار تحت الماء

اختبار بيكر عام 1946 وتشكل الصدع على سطح الماء

انفجار تحت الماء (المعروف باسم UNDEX) هو انفجار كيميائي أو نووي يحدث تحت سطح الماء. حيث تعتبر القنابل تحت الماء مفيدة في الحرب المضادة للسفن الحربية والغواصات، إلا أنها ليست فعالة ضد المنشآت الساحلية.

## نبذة
تختلف الانفجارات تحت الماء عن الانفجارات في الهواء بسبب خصائص الماء:

### الكتلة وعدم الانضغاط (جميع الانفجارات)
الماء له كثافة أعلى بكثير من الهواء، مما يجعل حركة الماء أكثر صعوبة. حيث من الصعب نسبيًا الضغط (زيادة الكثافة) عند الضغط في نطاق منخفض (يصل إلى حوالي 100 ضغط جوي).

### تأثير التعرض للنيوترونات على المياه المالحة (التفجيرات النووية فقط)
تحدث معظم الانفجارات تحت الماء في مياه البحر، وليس المياه العذبة أو النقية. لا يتأثر الماء نفسه كثيرًا بالنيوترونات ولكن يتأثر من الملح بشدة. عند التعرض للإشعاع النيوتروني خلال جزء من الثانية من التفجير يصبح الماء مشعًا. يمكن لعنصري الماء الهيدروجين والأكسجين امتصاص نيوترون إضافي، ليصبح الديوتيريوم والأكسجين 17 على التوالي، وكلاهما نظائر مستقرة. يمكن أن تنتج الذرات المشعة إذا كانت ذرة الهيدروجين تمتص نيوترونين أو تمتص ذرة الأكسجين ثلاثة نيوترونات، أو يخضع الأكسجين 16 لتفاعل نيوترون عالي الطاقة لإنتاج نيتروجين قصير العمر 16.

## التاثيرات
تعتمد تأثيرات الانفجار تحت الماء على عدة أشياء وهي:
- المسافة من الانفجار.
- طاقة الانفجار.
- عمق الانفجار.
- عمق الماء.

يتم تصنيف الانفجارات تحت الماء حسب عمق الانفجار. الانفجارات الضحلة تحت الماء هي تلك التي تكون فيها الحفرة على سطح الماء كبيرة مقارنة بعمق الانفجار. الانفجارات العميقة تحت الماء هي تلك التي تكون فيها الحفرة صغيرة مقارنة بعمق الانفجار أو غير موجودة. يمكن للتجارب النووية تحت الماء القريبة من السطح أن تنشر الماء المشع والبخار على مساحة كبيرة، مع تأثيرات شديدة على الحياة البحرية والبنى التحتية القريبة وكذلك البشر. تم حظر تفجير الأسلحة النووية تحت الماء بموجب معاهدة الحظر الجزئي للتجارب النووية لعام 1963 كما أنه محظور بموجب معاهدة الحظر الشامل للتجارب النووية لعام 1996.

## الإنفجارات النووية تحت الماء

### اختبار بيكر (Baker) في بيكيني أتول
في 25 يوليو 1946، نفذت الولايات المتحدة أول تجربة نووية تحت الماء تُعرف بـ"اختبار بيكر" في بيكيني أتول بالمحيط الهادئ. تم تعليق القنبلة على عمق حوالي 30 مترًا تحت سطح البحر، وبلغت قوتها التفجيرية 23 كيلوطن. كانت هذه التجربة جزءًا من عملية "كروس رودز" التي هدفت إلى تقييم تأثيرات الانفجارات النووية على السفن والعتاد البحري. من بين 57 سفينة مستهدفة، غرقت أو انقلبت ثماني سفن نتيجة مباشرة للانفجار، وتعرضت ثماني سفن أخرى لأضرار جسيمة. كما قُتل معظم الحيوانات المستخدمة في التجربة بسبب الانفجار أو التعرض للإشعاع. بالرغم من جهود إزالة التلوث، بقيت معظم السفن ملوثة إشعاعيًا واضطرت البحرية إلى إغراقها لاحقًا.

#### التأثيرات البيئية
أظهرت الدراسات أن النشاط الإشعاعي الناتج عن اختبار بيكر دخل السلسلة الغذائية البحرية. على سبيل المثال، أظهرت عينات من العوالق البحرية والفصوص المعوية للأسماك إشعاعًا عند تحليلها باستخدام الألواح الفوتوغرافية. بعد مرور أكثر من خمسين عامًا، أفادت الوكالة الدولية للطاقة الذرية في عام 1997 أن بيكيني أتول لا تزال غير صالحة للسكن بسبب التلوث الإشعاعي.

## المراقبة الهيدرو أكوستيكية و النظام الدولي للرصد (IMS)[9]
يُعد النظام الدولي للرصد (IMS) جزءًا من آلية التحقق من الامتثال لمعاهدة الحظر الشامل للتجارب النووية (CTBT). يتضمن هذا النظام شبكة من 11 محطة هيدروأكوستيكية موزعة عالميًا، تستخدم لرصد الموجات الصوتية الناتجة عن الانفجارات تحت الماء. تستفيد هذه المحطات من قناة SOFAR في المحيطات، والتي تسمح بانتقال الصوت لمسافات طويلة مع فقدان ضئيل للطاقة، مما يمكن من اكتشاف وتحديد موقع الانفجارات النووية تحت الماء بدقة.

## التأثيرات البيئية

### التأثير على الحياة البحرية
يمكن أن تسبب الانفجارات تحت الماء أضرارًا جسيمة للكائنات البحرية. تشمل التأثيرات المحتملة تمزق الأنسجة، نزيفًا داخليًا، وتلفًا في الأعضاء الحيوية للأسماك والثدييات البحرية. كما يمكن أن تؤدي إلى نفوق البيوض واليرقات، وتؤثر على سلوك الكائنات البحرية، مما قد يؤدي إلى هجر المواطن الطبيعية أو تغير أنماط الهجرة.

#### استراتيجيات التخفيف
لتقليل التأثيرات البيئية للانفجارات تحت الماء، توصي الدراسات باتباع استراتيجيات تخفيف مثل:
* استخدام أجهزة لتوليد فقاعات هوائية حول منطقة التفجير لتقليل شدة الموجات الصدمية.
* جدولة التفجيرات في أوقات تقل فيها حساسية الكائنات البحرية، مثل فترات عدم التكاثر.
* تنفيذ برامج مراقبة بيئية قبل وأثناء وبعد التفجيرات لتقييم التأثيرات واتخاذ الإجراءات التصحيحية اللازمة.

## الانفجارات البركانية تحت الماء[12]
تحدث الانفجارات البركانية تحت الماء عندما تندفع الحمم والصهارة من البراكين الواقعة في قاع المحيطات أو البحار. تختلف هذه الانفجارات في خصائصها عن نظيراتها فوق سطح الماء بسبب الضغوط العالية ووجود الماء الذي يساهم في تبريد الصهارة وتشكيل أشكال جيولوجية مميزة. على سبيل المثال، يمكن أن تؤدي هذه الانفجارات إلى تكوين "وسائد الحمم"، وهي تكوينات صخرية مستديرة تتشكل عند تدفق الحمم في المياه العميقة.
تُعد هذه الظاهرة جزءًا مهمًا من دورة تكوين القشرة الأرضية في قاع المحيط، وتلعب دورًا في العمليات التكتونية العالمية. ومع أن معظم هذه الانفجارات تمر دون أن تُرصد بسبب وقوعها على أعماق كبيرة، إلا أن التقنيات الحديثة مثل الرصد الهيدروأكوستيكي تساعد في الكشف عنها.

## الاستخدامات المدنية للانفجارات تحت الماء
بالرغم من ارتباط الانفجارات تحت الماء غالبًا بالتجارب النووية أو الأنشطة العسكرية، إلا أن لها بعض التطبيقات المدنية المهمة. تُستخدم أحيانًا في مشاريع تفجير الصخور البحرية لأغراض مدنية مثل إنشاء الموانئ أو تعميق قنوات الملاحة. ومع ذلك، يجب تنفيذ هذه الأنشطة بحذر لتجنب الأضرار البيئية.
تتطلب مثل هذه الأنشطة تقييمًا بيئيًا شاملاً وإجراءات تخفيف مدروسة للحد من تأثير الانفجارات على النظم البيئية البحرية. تشمل هذه الإجراءات استخدام تقنيات تقليل الضوضاء وتحديد الفترات الزمنية المثلى للعمل لتقليل الأثر على الحياة البحرية الحساسة.

## صور اختبارات تحت الماء

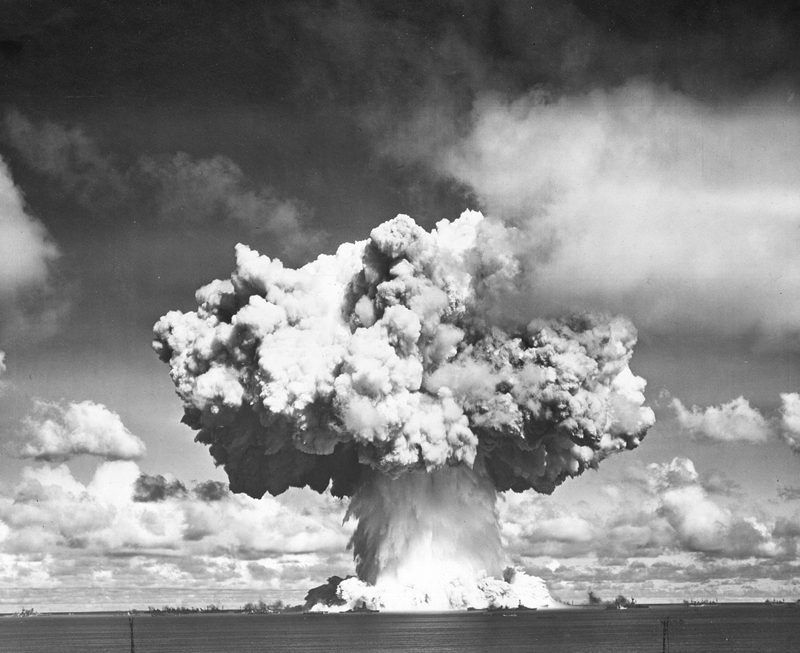
إختبار بيكر
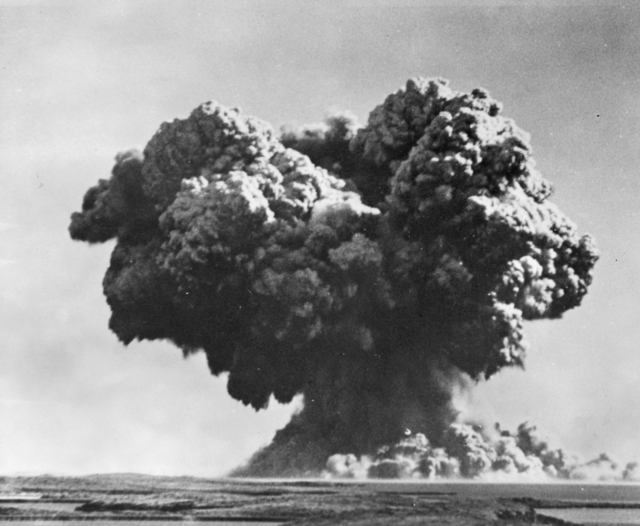
عملية الإعصار
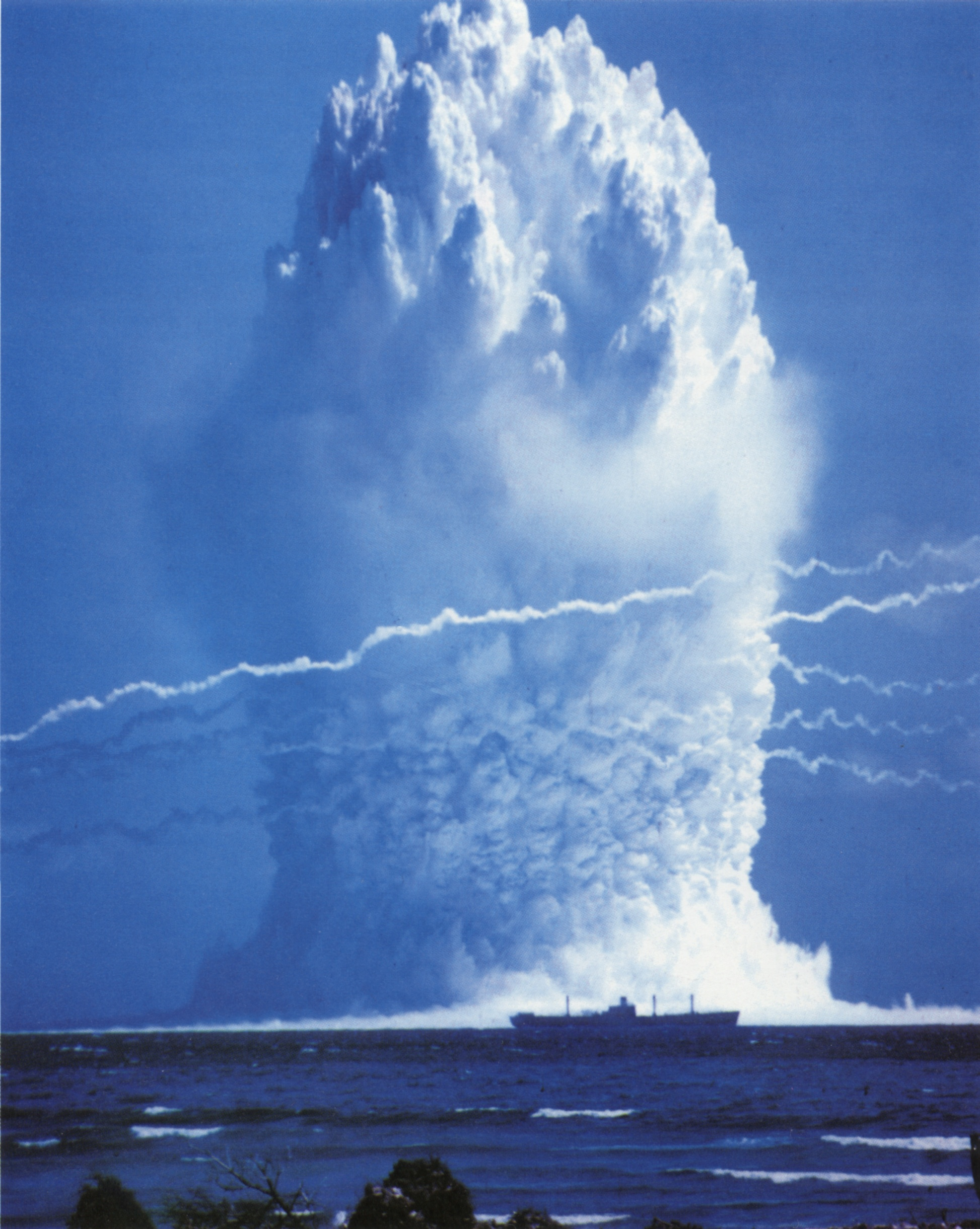
مظلة هاردتاك
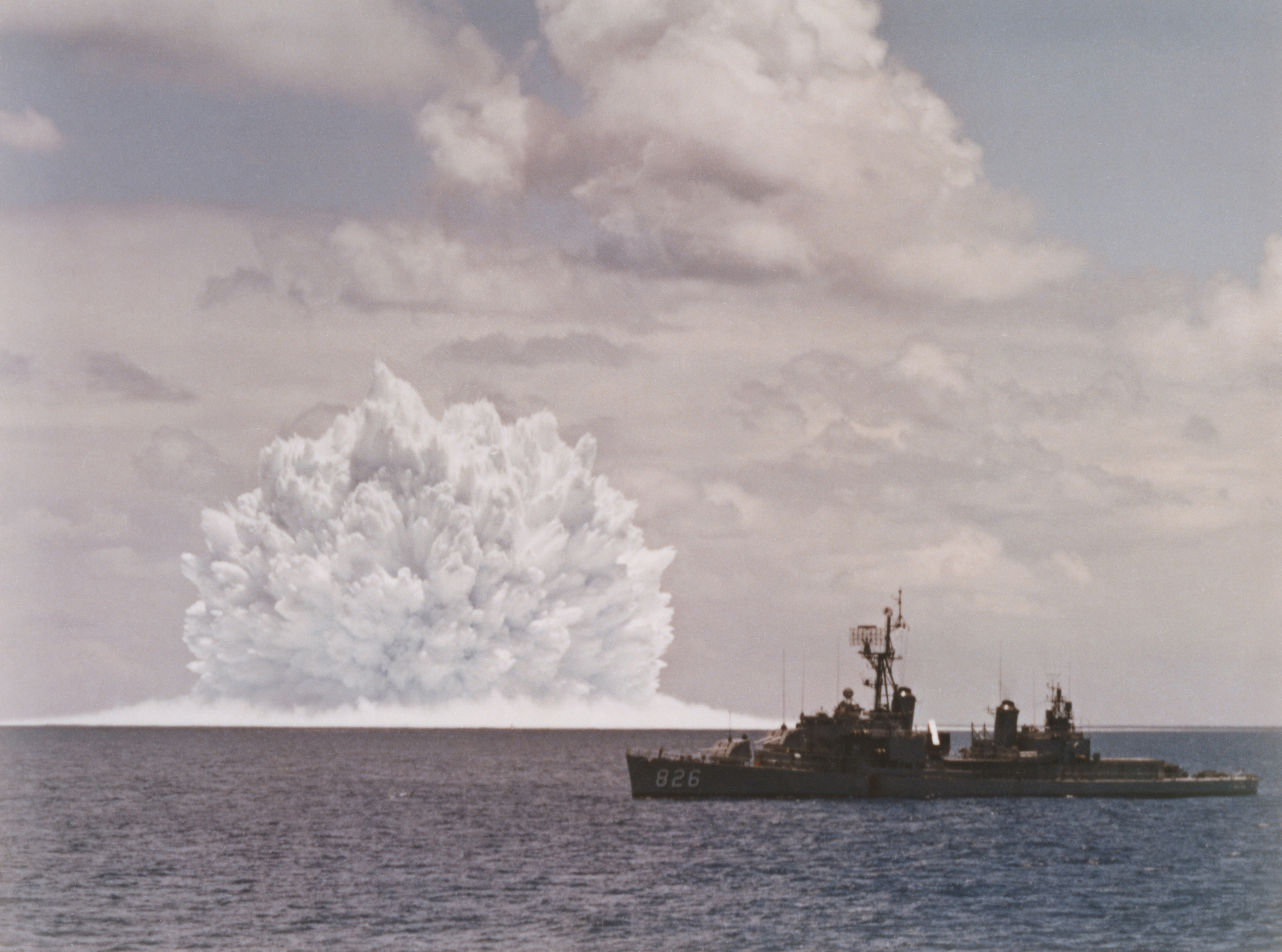
دومينيك سوردفيش